# Volta a Catalunya de 1973
La Volta a Catalunya de 1973 va ser 53a edició de la Volta Ciclista a Catalunya. Es disputà en 7 etapes del 12 al 19 de setembre de 1973 amb un total de 1.215,9 km. El vencedor final fou el basc Domingo Perurena de l'equip Kas per davant de Jesús Manzaneque del La Casera-Bahamontes, i d'Antonio Martos del Kas.
La tercera i la quarta etapes estaves dividides en dos sectors. Hi havia dos contrarellotges individuals, una al Pròleg d'Amposta i l'altra al segon sector de la tercera l'etapa al Circuit de Montjuïc.
Hi havia bonificacions de 20, 10 i 4 segons als tres primers de cada etapa, i de 5, 3 i 2 segons als primers als alts de 1a, 2a i 3a categoria respectivament.

## Etapes
| Etapa  | Data           | Ciutats d'etapa                                     | km    | Vencedor de l'etapa | Líder de la general |
| ------ | -------------- | --------------------------------------------------- | ----- | ------------------- | ------------------- |
| Pròleg | 12 de setembre | Amposta – Amposta (CRI)                             | 4,7   | Jesús Manzaneque    | Jesús Manzaneque    |
| 1a     | 13 de setembre | Amposta – Tarragona                                 | 163,7 | Domingo Perurena    | Domingo Perurena    |
| 2a     | 14 de setembre | Tarragona – Manresa                                 | 159,7 | Antonio Martos      | Domingo Perurena    |
| 3a A   | 15 de setembre | Manresa – Badalona                                  | 88,7  | Agustín Tamames     | Domingo Perurena    |
| 3a B   | 15 de setembre | Circuit de Montjuïc (CRI)                           | 11,4  | Luis Ocaña          | Luis Ocaña          |
| 4a A   | 16 de setembre | Badalona - Sant Antoni de Calonge                   | 128,1 | Antonio Menéndez    | Luis Ocaña          |
| 4a B   | 16 de setembre | Calonge - Sant Joan de les Abadesses                | 131,4 | Wladimiro Panizza   | Luis Ocaña          |
| 5a     | 17 de setembre | Sant Joan de les Abadesses – Andorra la Vella (AND) | 145,2 | Domingo Perurena    | Antonio Martos      |
| 6a     | 18 de setembre | Organyà – Viella                                    | 189,4 | Jesús Manzaneque    | Domingo Perurena    |
| 7a     | 19 de setembre | Viella – Lleida                                     | 193,6 | Herman Van Springel | Domingo Perurena    |

### Pròleg[1]
12-09-1973: Amposta – Amposta, 4,7 km. (CRI):
|   | Ciclista          | Equip                | Temps  |
| - | ----------------- | -------------------- | ------ |
| 1 | Jesús Manzaneque  | La Casera-Bahamontes | 6' 09" |
| 2 | Luis Ocaña        | Bic                  | + 03"  |
| 3 | Josep Pesarrodona | Kas                  | + 03"  |

|   | Ciclista          | Equip                | Temps  |
| - | ----------------- | -------------------- | ------ |
| 1 | Jesús Manzaneque  | La Casera-Bahamontes | 6' 09" |
| 2 | Luis Ocaña        | Bic                  | + 03"  |
| 3 | Josep Pesarrodona | Kas                  | + 03"  |

### 1a etapa[2]
13-09-1973: Amposta – Tarragona, 163,7:
|   | Ciclista         | Equip          | Temps      |
| - | ---------------- | -------------- | ---------- |
| 1 | Domingo Perurena | Kas            | 5h 27' 59" |
| 2 | Pierino Gavazzi  | Jollj Ceramica | m. t.      |
| 3 | Frans Verbeeck   | Watney-Maes    | m. t.      |

|   | Ciclista         | Equip                | Temps      |
| - | ---------------- | -------------------- | ---------- |
| 1 | Domingo Perurena | Kas                  | 4h 33' 57" |
| 2 | Jesús Manzaneque | La Casera-Bahamontes | + 12"      |
| 3 | Luis Ocaña       | Bic                  | + 15"      |

### 2a etapa[3]
14-09-1973: Tarragona – Manresa, 159,7 km.:
|   | Ciclista         | Equip       | Temps      |
| - | ---------------- | ----------- | ---------- |
| 1 | Antonio Martos   | Kas         | 4h 39' 04" |
| 2 | Domingo Perurena | Kas         | + 21"      |
| 3 | Frans Verbeeck   | Watney-Maes | m. t.      |

|   | Ciclista         | Equip                | Temps      |
| - | ---------------- | -------------------- | ---------- |
| 1 | Domingo Perurena | Kas                  | 9h 13' 07" |
| 2 | Antonio Martos   | Kas                  | + 11"      |
| 3 | Jesús Manzaneque | La Casera-Bahamontes | + 27"      |

### 3a etapa A[4]
15-09-1973: Manresa – Badalona, 88,7 km.:
| Resultat de la 3a etapa A \| \| Ciclista \| Equip \| Temps \| \| - \| --------------- \| -------------------- \| ---------- \| \| 1 \| Agustín Tamames \| La Casera-Bahamontes \| 2h 32' 38" \| \| 2 \| Wilmo Francioni \| G.B.C. \| m. t. \| \| 3 \| Pierino Gavazzi \| Jollj Ceramica \| m. t. \| |                 |                      |            |
| | Ciclista        | Equip                | Temps      |
| 1 | Agustín Tamames | La Casera-Bahamontes | 2h 32' 38" |
| 2 | Wilmo Francioni | G.B.C.               | m. t.      |
| 3 | Pierino Gavazzi | Jollj Ceramica       | m. t.      |

### 3a etapa B[2]
15-09-1973: Circuit de Montjuïc, 11,4 km.: (CRI)
|   | Ciclista          | Equip | Temps   |
| - | ----------------- | ----- | ------- |
| 1 | Luis Ocaña        | Bic   | 15' 39" |
| 2 | Joaquim Agostinho | Bic   | + 22"   |
| 3 | Antonio Martos    | Kas   | + 24"   |

|   | Ciclista         | Equip | Temps       |
| - | ---------------- | ----- | ----------- |
| 1 | Luis Ocaña       | Bic   | 12h 01' 44" |
| 2 | Antonio Martos   | Kas   | + 13"       |
| 3 | Domingo Perurena | Kas   | + 29"       |

### 4a etapa A[5]
16-09-1973: Badalona - Sant Antoni de Calonge, 128,1 km.:
| Resultat de la 4a etapa A \| \| Ciclista \| Equip \| Temps \| \| - \| ----------------- \| -------------- \| ---------- \| \| 1 \| Antonio Menéndez \| Kas \| 3h 47' 57" \| \| 2 \| Joaquim Agostinho \| Bic \| + 01" \| \| 3 \| Pierino Gavazzi \| Jollj Ceramica \| + 3' 03" \| |                   |                |            |
| | Ciclista          | Equip          | Temps      |
| 1 | Antonio Menéndez  | Kas            | 3h 47' 57" |
| 2 | Joaquim Agostinho | Bic            | + 01"      |
| 3 | Pierino Gavazzi   | Jollj Ceramica | + 3' 03"   |

### 4a etapa B[2]
16-09-1973: Calonge - Sant Joan de les Abadesses, 131,4 km.:
|   | Ciclista            | Equip  | Temps      |
| - | ------------------- | ------ | ---------- |
| 1 | Wladimiro Panizza   | G.B.C. | 4h 05' 03" |
| 2 | Herman Van Springel | Rokado | + 21"      |
| 3 | Antonio Martos      | Kas    | m. t.      |

|   | Ciclista         | Equip | Temps       |
| - | ---------------- | ----- | ----------- |
| 1 | Luis Ocaña       | Bic   | 19h 58' 11" |
| 2 | Antonio Martos   | Kas   | + 07"       |
| 3 | Domingo Perurena | Kas   | + 29"       |

### 5a etapa[6]
17-09-1973: Sant Joan de les Abadesses – Andorra la Vella (AND), 145,2 km. :
|   | Ciclista            | Equip                | Temps      |
| - | ------------------- | -------------------- | ---------- |
| 1 | Domingo Perurena    | Kas                  | 4h 00' 05" |
| 2 | Agustín Tamames     | La Casera-Bahamontes | m. t.      |
| 3 | Herman Van Springel | Rokado               | m. t.      |

|   | Ciclista         | Equip | Temps       |
| - | ---------------- | ----- | ----------- |
| 1 | Antonio Martos   | Kas   | 23h 58' 23" |
| 2 | Domingo Perurena | Kas   | + 02"       |
| 3 | Luis Ocaña       | Bic   | + 15"       |

### 6a etapa[6]
18-09-1973: Organyà – Viella, 189,4 km.:
|   | Ciclista         | Equip                | Temps      |
| - | ---------------- | -------------------- | ---------- |
| 1 | Jesús Manzaneque | La Casera-Bahamontes | 5h 50' 34" |
| 2 | Domingo Perurena | Kas                  | + 09"      |
| 3 | Luis Ocaña       | Bic                  | m. t.      |

|   | Ciclista         | Equip                | Temps       |
| - | ---------------- | -------------------- | ----------- |
| 1 | Domingo Perurena | Kas                  | 29h 48' 58" |
| 2 | Jesús Manzaneque | La Casera-Bahamontes | + 04"       |
| 3 | Antonio Martos   | Kas                  | + 08"       |

### 7a etapa[7]
19-09-1973: Viella – Lleida, 193,6 km.:
|   | Ciclista                | Equip          | Temps      |
| - | ----------------------- | -------------- | ---------- |
| 1 | Herman Van Springel     | Rokado         | 5h 21' 05" |
| 2 | Juan Manuel Santisteban | Monteverde     | + 01"      |
| 3 | Pierino Gavazzi         | Jollj Ceramica | + 11"      |

|   | Ciclista         | Equip                | Temps       |
| - | ---------------- | -------------------- | ----------- |
| 1 | Domingo Perurena | Kas                  | 35h 10' 12" |
| 2 | Jesús Manzaneque | La Casera-Bahamontes | + 06"       |
| 3 | Antonio Martos   | Kas                  | + 10"       |

## Classificació General
|    | Ciclista            | Equip                | Temps       |
| -- | ------------------- | -------------------- | ----------- |
| 1  | Domingo Perurena    | Kas                  | 35h 10' 12" |
| 2  | Jesús Manzaneque    | La Casera-Bahamontes | + 06"       |
| 3  | Antonio Martos      | Kas                  | + 10"       |
| 4  | Luis Ocaña          | Bic                  | + 19"       |
| 5  | Wladimiro Panizza   | G.B.C.               | + 44"       |
| 6  | José Antonio Pontón | Monteverde           | + 1' 18"    |
| 7  | Miguel Mari Lasa    | Kas                  | + 1' 19"    |
| 8  | Josep Pesarrodona   | Kas                  | + 1' 31"    |
| 9  | Agustín Tamames     | La Casera-Bahamontes | + 1' 58"    |
| 10 | Hennie Kuiper       | Rokado               | + 2' 05"    |

## Classificacions secundàries
|   | Ciclista            | Equip                | Punts    |
| - | ------------------- | -------------------- | -------- |
| 1 | Luis Ocaña          | Bic                  | 48 punts |
| 2 | José Luis Abilleira | La Casera-Bahamontes | 48 punts |
| 3 | Wladimiro Panizza   | G.B.C.               | 28 punts |

|   | Ciclista         | Equip                | Punts    |
| - | ---------------- | -------------------- | -------- |
| 1 | José Casas       | Monteverde           | 38 punts |
| 2 | Juan Zurano      | La Casera-Bahamontes | 16 punts |
| 3 | José Gómez Lucas | La Casera-Bahamontes | 7 punts  |

|   | Ciclista          | Equip  | Punts    |
| - | ----------------- | ------ | -------- |
| 1 | Domingo Perurena  | Kas    | 42 punts |
| 2 | Antonio Martos    | Kas    | 41 punts |
| 3 | Wladimiro Panizza | G.B.C. | 34 punts |

|   | Equip                | Nacionalitat | Temps        |
| - | -------------------- | ------------ | ------------ |
| 1 | Kas                  | Espanya      | 140h 16' 34" |
| 2 | La Casera-Bahamontes | Espanya      | + 6' 25"     |
| 3 | Monteverde           | Espanya      | + 14' 41"    |